# 麇国
麇國，《春秋公羊传》作圈国，春秋时代的小国。麇国与楚国相邻，终为楚国所灭。
楚穆王九年（公元前617年），楚穆王、陈共公、郑穆公及蔡莊侯，率师次于厥貉，谋伐宋国。麇子（麇国国君）参与此会，但却从厥貉逃归本国。为此楚穆王于次年伐麇国，楚国成大心在防渚击败麇师，当年楚国潘崇再次讨伐麇国直到钖穴。
楚人讨伐麇国五年后，即楚庄王三年（公元前611年），楚国发生大饥荒。当年戎伐楚国，庸国人帅群蛮背叛楚国。在这样的局势下，麇国率百濮部族聚集于楚国的选地，准备伐楚。楚国局势紧张，以至于楚国北接中原的申、息两县的北门关闭，防备北方的中原诸侯趁机南侵楚国。楚国人采纳蒍贾的建议，先出师伐庸人。而百濮部族见楚国虽有饥荒，尚能出师作战，于是聚集起预谋伐楚的百濮罢归。在秦国和巴国的支援下，楚人于当年战胜庸国并灭之，群蛮与楚王结盟。杨伯峻认为此年楚国灭庸，恐怕麇国也很难幸存。
楚庄王三年之后，《春秋左氏传》再无麇国的记载。历来学者推测麇国最终为楚国所灭。
1958年，肖家河村村民在汉江边的淘砂金时，意外地淘出了一些青铜器。这些宝物虽然当时被遗憾地当作废铜卖了，但却撩开了古麇国墓葬群的神秘面纱。2006年3月至今，南水北调中线工程文物保护考古人员在肖家河乔家院展开大规模抢救性发掘，发现古墓葬68座，其中有47座是春秋时期古墓。